# Cristofer Benítez
Crístofer Benítez Hernandez (* 1990 in Santa Cruz de Tenerife) ist ein spanischer Rhythmischer Sportgymnast und Trainer. Er setzt sich für die gleichberechtigte Teilnahme von Männern in diesem Sport ein.

## Sportlicher Werdegang
Christofer Benítez probierte zunächst mehrere andere Sportarten aus, darunter Karate, Basketball und Gymnastik. Im Alter von 14 Jahren begann er mit der Rhythmischen Sportgymnastik, weil er fasziniert war von der Technik mit bunten Objekten wie Bänder und Reifen. Anfangs sei es schwierig gewesen, da er belächelt und von einigen Trainern und Verbänden nicht akzeptiert, von einigen Trainerinnen gar angegangen und beleidigt worden sei. Ihm sei damals nicht bewusst gewesen, dass er künftig für die Gleichberechtigung in diesem Sport werde kämpfen müssen. 2009 nahm er erstmals an spanischen Meisterschaften für Männer in dieser Sportart teil. Zu seinen Erfolgen gehört unter anderem der zweite Platz bei den spanischen Meisterschaften 2022 sowie die kanarische Meisterschaft.
Sein „größter Kampf“ ist der Einsatz für die Gleichberechtigung in der Rhythmischen Sportgymnastik, die von Männern insbesondere in Japan und Spanien ausgeübt wird. Seit der Ermordung von Samuel Luiz im Jahr 2021 aus Homophobie setze er sich ebenfalls gegen „LGBT“-Phobie im Sport ein und trage ein Regenbogenemblem an seinem Trikot, so Benítez. 2006 und 2008 war es ihm möglich, an den spanischen Meisterschaften der Frauen teilzunehmen, wofür eine eigene Kategorie geschaffen wurde. Als der spanische Verband 2008 die künftige Teilnahme von Männern an Meisterschaften für Frauen strich, wurden „nach zahlreichen Demonstrationen und großem Medienrummel“ eigene Meisterschaften für Männer erstritten, 2021 die einzigen weltweit. Auch engagiert sich Benítez für die Einführung gemischter Wettbewerbe.
2021 sorgte Tatjana Nawka, Olympiasiegerin von 2006 im Eistanz und Ehefrau des Kremlsprechers Dmitri Peskow, mit einem homophoben Video von Benítez auf ihrem Instagram-Account für Negativschlagzeilen. Sie erntete Widerspruch, unter anderem von der mehrfachen Eiskunstlauf-Weltmeisterin Gabriella Papadakis aus Frankreich, die sagte, dass auch Frauen für ihr Recht kämpfen müssen, um in Disziplinen anzutreten, die ursprünglich als Männersport angesehen wurden. Auch Gana Maksimowa, Trainerin des russischen Mix-Synchronschwimm-Paares, kritisierte Nawka und fragte, ob jemand deren Kinder dazu zwingen würde, sich so einen „Kulturschock“ anzuschauen. Tatsächlich gibt es auch in Russland offizielle Wettbewerbe für Männer in diesem Sport, und schon 2005 wurde ein Russe inoffiziell Weltmeister.
Offizielle spanische Institutionen wie das Ministerium für Kultur und Sport, der spanische Gymnastikverband und der oberste Sportrat distanzierten sich ebenfalls von der Kritik und verteidigten Benítez. Spanien sei Pionier in Sachen einer offenen und inklusiven Gesellschaft, auch im Sport.
Inzwischen ist Benítez auch als Trainer für Rhythmische Sportgymnastik in einem Sportclub in Santa Cruz tätig.